# Saint-Just (funiculaire de Lyon)
Pour les articles homonymes, voir Saint-Just.
Saint-Just est une station de funiculaire française de la ligne F1 du funiculaire de Lyon, couramment appelée « Funiculaire de Saint-Just », située sous la place du Père François-Varilon à l'angle avec la rue de Trion, dans le quartier de Saint-Just dans le 5e arrondissement de Lyon, préfecture de la région Auvergne-Rhône-Alpes.
Elle est mise en service en 1878, lors de l'ouverture à l'exploitation de la ligne F1 dont elle constitue depuis lors la gare supérieure.

## Situation ferroviaire
La station Saint-Just est située sur la ligne 1 du funiculaire de Lyon, qui relie la station Vieux Lyon - Cathédrale Saint-Jean à celle-ci.

## Histoire
La station « Saint-Just » est mise en service le 8 août 1878, lors de l'ouverture officielle de l'exploitation du funiculaire de Saint-Just.
Elle a été reconstruite trois fois au cours de son histoire. La dernière reconstruction en date a nécessité de reculer la station dans le tunnel raccourcissant de fait la ligne, l'ancienne station en surface ayant été remplacée par un immeuble sous lequel se trouvent les accès à la station. Elle est constituée d'une voie unique encadrée par deux quais, l'un pour la montée des voyageurs et l'autre pour la descente. Il n'y a pas de personnel, des automates permettent l'achat et d'autres le compostage des billets.
Entre 1886 et 1954, c'était également la tête de ligne des trams de la Compagnie Fourvière - Ouest Lyonnais (FOL) en direction ou en provenance de Mornant et Vaugneray.
Étant de plain-pied, la station est naturellement accessible aux personnes à mobilité réduite. Le 13 décembre 2005, des portillons d'accès sont installés dans la station.

## Service des voyageurs

### Accueil
La station compte deux accès en rez-de-chaussée de l'immeuble construit à l'emplacement historique de la station et menant une salle menant aux quais situés dans le tunnel : un des accès donne directement sur la place, le second donne sur la rue de Trion à proximité de la rue Saint-Alexandre. Elle dispose de distributeur automatique de titres de transport et de valideurs couplés avec les portillons d'accès.

### Desserte
Saint-Just est desservie par toutes les circulations de la ligne.

### Intermodalité
La station est desservie par cinq lignes du réseau Transports en commun lyonnais (TCL), de façon directe depuis la sortie principale de la Place du Père François-Varillon avec le terminus de la ligne 66 ainsi que la ligne 90 et à distance à 150 mètres environ, via les rues de Trion puis Saint-Alexandre à l'arrêt Saint-Alexandre sur la montée de Choulans avec les lignes C20, C21 et 55.
Outre les rues et places avoisinantes, elle permet de rejoindre à pied différents sites, notamment : le parc de la Visitation, à quelques minutes de marche.